# Castelnuovo Belbo
Castelnuovo Belbo är en ort och kommun i provinsen Asti i regionen Piemonte i Italien. Kommunen hade 847 invånare (2018).